# Oplurus quadrimaculatus
Oplurus quadrimaculatus là một loài thằn lằn trong họ Opluridae. Loài này được Duméril & Bibron mô tả khoa học đầu tiên năm 1851.

## Hình ảnh

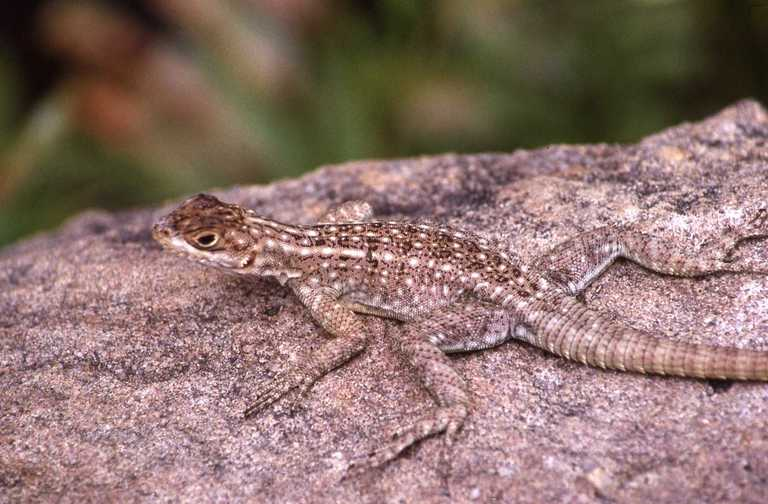